# 胭脂樹紅

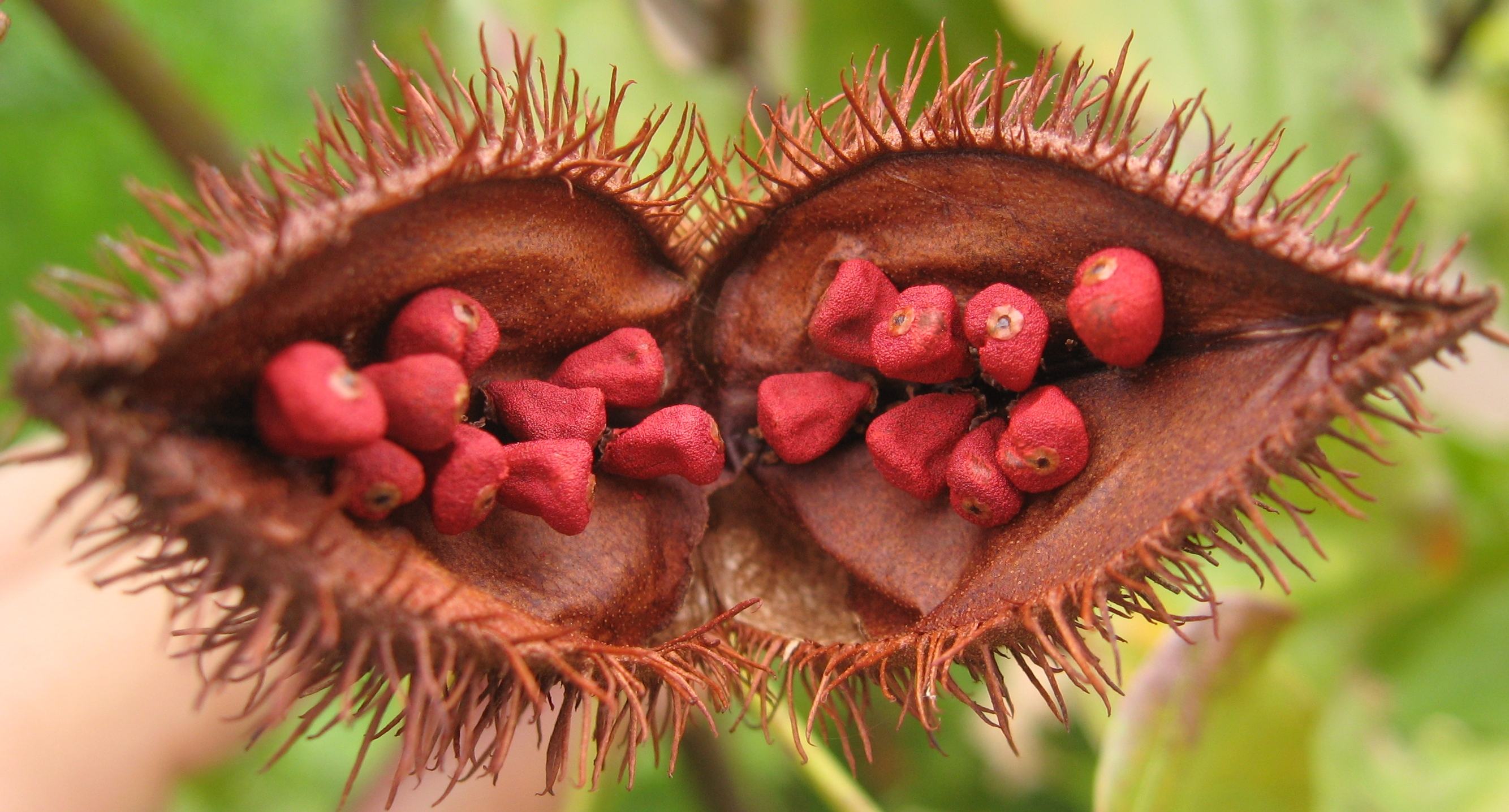
胭脂樹的果實及種子，攝於巴西坎皮納斯

胭脂樹紅，又稱為「婀娜多」（英語：Annatto），是從生長在熱帶和亞熱帶的紅木（又稱胭脂樹）種子中提取的物質，可以作為食用色素將食物染成黃色、橘色，并添加特有的風味。
胭脂樹紅提取自包覆在紅木種子外面的紅色果皮。被用來為許多芝士（例如車打芝士、格洛斯特芝士）、加工乾酪（例如美國芝士）或乳醬（例如人造黃油）染色。一些熏魚、調味料和零食中也會加入胭脂樹紅。
紅木原產自南美洲，傳播到了亞洲的許多地區。在拉丁美洲和加勒比地區，經常需要用到胭脂樹紅來製作菜肴。中南美洲的一些土著居民用它來製作人體彩繪和口紅。因此有時紅木也被叫做“口紅樹”。成熟的紅木果實呈褐色或紅褐色，外面覆蓋著堅硬的短毛，果實完全成熟後就會裂開，露出裡面深紅色的種子。雖然可以產生可食用的胭脂樹紅，但是果實本身並不可食用。

## 歷史

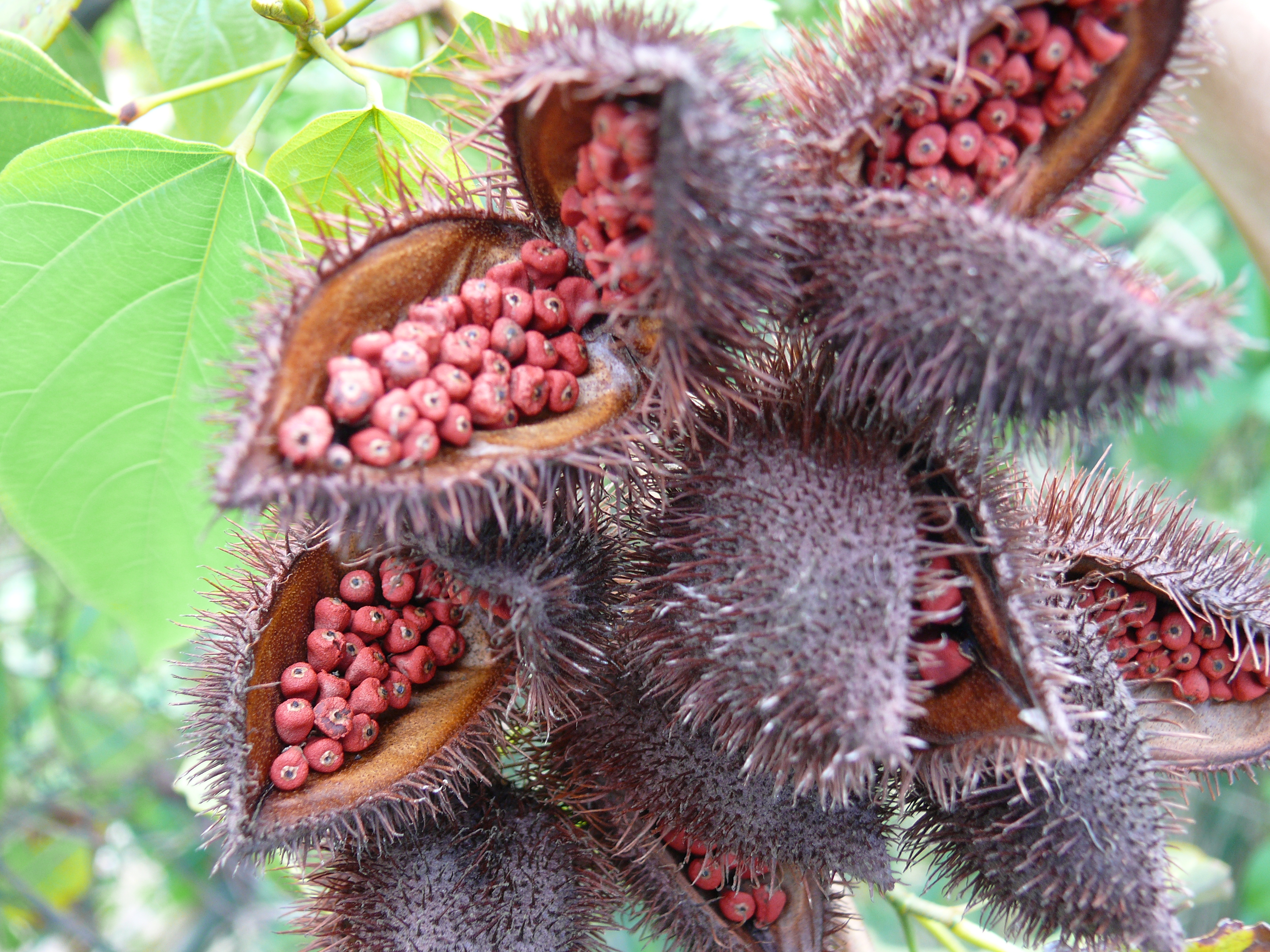
胭脂樹的種子，攝於法屬圭亞那庫魯

胭脂樹紅被認為起源於巴西，當地人稱“urucum”。最初可能並不是用來做食物添加劑的，而是用在人體彩繪、治療胃灼熱和胃痛、驅逐昆蟲以及抵擋魔鬼上。在加勒比和南美洲原住民文化中有長期使用胭脂樹及其果實的歷史，阿茲特克人稱胭脂樹紅為 “achiotl”，16世紀見於墨西哥人的手稿畫。
在印度，胭脂樹紅被用來點朱砂痣，以區分一個女性是否已婚。在菲律賓，它被稱“atsuete”，也被用在製作傳統食物中。

### 食物染色

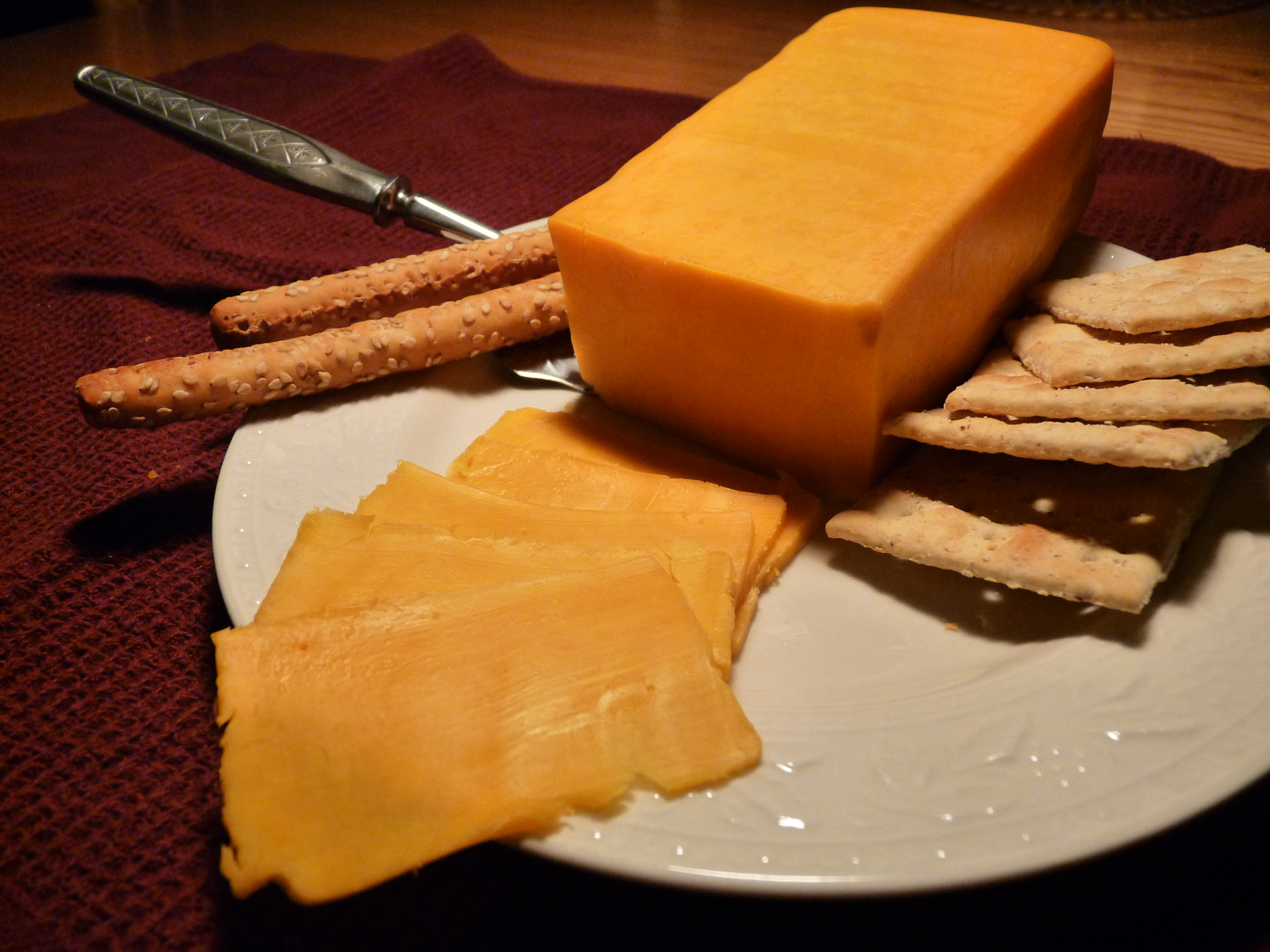
用胭脂树红染色的考尔比芝士

16世紀以來，胭脂樹紅就被用來為格洛斯特芝士染色，這樣一些制法低劣的芝士也能呈現出橙色色調，而這種色調本來應是指示高級芝士的標誌。因此後來這種做法被普及到了包括萊斯特芝士和切達乾酪等的製作中。
很多拉丁美洲的菜肴都會使用胭脂樹紅，在委內瑞拉，胭脂樹紅被稱為“onoto”，並被用在佩里科等傳統菜肴中。
在歐盟國家，胭脂樹紅擁有E編碼E160b。在美國，胭脂樹紅提取物被列為“免認證”的著色劑。

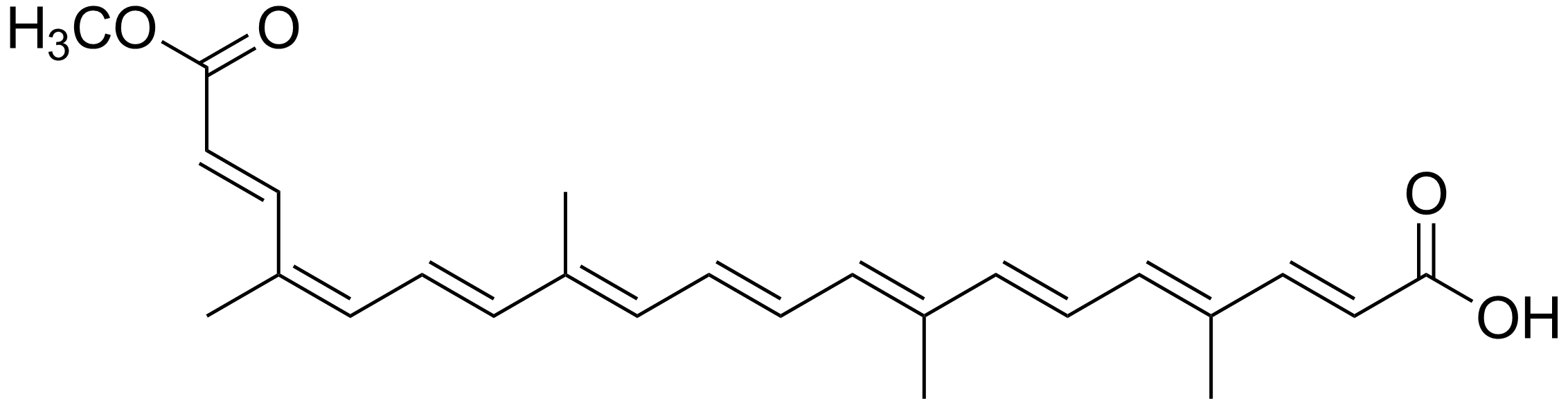
胭脂素，胭脂樹紅中包含70-80%的胭脂素

其粗提取物中包含脂溶性的胭脂素，可與水溶性的降胭脂樹素發生皂化反應，其黃色至橙色的色彩就是由這兩種類胡蘿蔔素形成的，胭脂素越多色彩就越偏向橙色。胭脂樹紅中包含4.5-5.5%的色素和70-80%的胭脂素。

## 健康
胭脂樹紅中富含三烯生育酚和抗氧化劑。三烯生育酚被認為可以有抗血管新生的作用，因此在防治癌癥中扮演著重要角色。
哥倫比亞胭脂樹紅在哥倫比亞民間醫藥中可用來治療微生物來源的感染。除去類胡蘿蔔素帶來的好處外，胭脂樹紅中的倍半萜烯也可以抗真菌活動。類胭脂樹素有抗菌活性。

### 過敏反應
食用胭脂樹紅對大多數人來說都是沒有危險的，但是極少數人會對其產生過敏反應。曾有幾起對胭脂樹紅的過敏記錄，但是它並不是所謂的“八大過敏原”（牛奶、蛋、花生、堅果、魚、貝類、大豆、麥）之一。美國食品藥品監督管理局和內布拉斯加大學食物過敏研究及資源項目（Food Allergy Research and Resource Program）的專家不認為它應當算是一種主要過敏原。
1978年的一個實驗中，61個患有慢性蕁麻疹和/或血管性水腫的病人中，有56個在排除飲食中發現其癥狀是由服用了胭脂樹紅引起的。

## 擴展閱讀
此文包含已处于公有领域的1911年版《The Grocer's Encyclopedia》中的文字。
- Allsop, Michael; Heal, Carolyn. . Vermont, USA: David & Charles. 1983.
- Lauro, Gabriel J.; Francis, F. Jack. . IFT Basic Symposium Series. New York: Marcel Dekker. 2000.
- Lust, John. . New York: Bantam Books. 1984.
- Rosengarten Jr., F. . Pennsylvania, USA: Livingston Publishing Co. 1969.

## 外部連結
- 國際貿易中的主要色素和染料，胭脂樹種子和其提取物 （页面存档备份，存于），聯合國糧食及農業組織